# Edgardo Mesa
Edgardo Mesa (Pergamino, provincia de Buenos Aires, Argentina, 29 de diciembre de 1937-Buenos Aires, 25 de junio de 2019) fue un locutor, periodista y actor de cine, teatro, radio y televisión argentino. Era el hermano menor del actor y director Juan Carlos Mesa.

## Carrera
Nacido en la localidad de Pergamino, Mesa desde que era muy chico tuvo vocación por la radio, ya que en su casa solía agarrar un palo de escoba simulando ser un micrófono e imitaba a la perfección a los locutores del momento. Estudió en la casa de estudiantes en Pergamino, y junto a su hermano viajaron y desarrollaron sus vocaciones en Buenos Aires.
Era un destacado actor cómico de reparto que se lució en decenas de films junto a importantes capocómicos de la época como Alberto Olmedo, Jorge Porcel, Javier Portales, Adolfo García Grau, Mario Sánchez, entre muchos otros.
Fue Comentarista del Gp de la República Argentina 1975 por Canal 13 de Buenos Aires junto a Juan Carlos Pérez Loizeau con el equipo periodístico de PROARTEL S.A. y Alberto Hugo Cando (padre) como probable segundo comentarista y los equipos combinados de Vision Motor junto a él, estaba Humberto Biondi, junto a Roberto Carozzo, José Maria Pommares, Julio Lagos, Roberto Maidana, Nestor Carlos Amadeo Ibarra con notas previas y de color en el cual compartio canal en las transmisiones Via Satelite del Campeonato Mundial de Pilotos y Constructores de Formula 1 Internacional con Canal 7 de Televisión en blanco y negro.
Periodista, trabajó con una continuidad de 40 años en radio, y en famosas emisoras como Radio Mitre, Radio El Mundo, Radio Rivadavia, Radio Continental y en LT15, Radio «Del Litoral», de Concordia, Entre Ríos. Trabajó con importantes locutores y periodistas como Héctor Larrea, Antonio Carrizo, Juan Carlos Mareco, José María Muñoz, Hugo Guerrero Marthineitz y Juan Carlos Pascual.
Hacia 1994 condujo junto a Hugo Lamónica un programa matutino diario bautizado "Sálvese quien sepa", en el que se le daba preponderancia a la participación de los oyentes. El programa instalaba un tema, difundía el número de teléfono, agregando la frase "el caminito de los oyentes". Cuando recibían y seleccionaban llamados y estaban en condiciones de difundirlos, Hugo Lamónica decía: "Pero, ¿usted nos llamó? ¡¡Lo ponemos en el aire!!", y salían al aire los mensajes dejados por los oyentes.
Recordado por sus programas “La revista dislocada” en Radio Splendid y “El nochero” en Radio Del Plata, supo meterse en el corazón de los oyentes de Radio Mitre con su recordado “De la Noche a la Mañana“, con el que logró el premio “Medio Radial”.

## Filmografía
- 1983: Los reyes del sablazo
- 1986: Rambito y Rambón, primera misión
- 1986: Los colimbas se divierten
- 1986: Brigada explosiva contra los ninjas
- 1987: Los colimbas al ataque
- 1987: Galería del terror
- 1988: Atracción peculiar
- 2005: Pacto de silencio[5]

## Televisión
- 1981: Realidad '81, junto a Juan Carlos Pérez Loizeau, Ramón Andino, Leo Gleizer, Daniel Mendoza, Eglis Giovanelli, Maricarmen, Bibiana Billino, Eduardo Carpio, Alejandro Kasanzew, Guillermo Aronín, Rodolfo Pousá, Humberto Biondi, Mora Furtado y Norberto Longo
- 1988: Humor redondo, con Juan Verdaguer.[6]
- 1988: De aquí para allá
- 1983/1987: Mesa de noticias
- 1988/1990: Stress
- 1991: Stress Internacional
- 1992/1994: Brigada Cola[7]
- 2007: Son de Fierro con Osvaldo Laport, María Valenzuela, Mariano Martínez, Felipe Colombo y Soledad Fandiño.

## Radio
En 1965 participó de La revista dislocada en Radio Splendid, con primeras figuras como Raúl Rossi, Jorge Porcel, Anita Almada, Estela Vidal, Carlos Serafino, Tristán, Osvaldo Canónico, Hilda Viñas y Guido Gorgatti.
En la década de 1990 formó parte de Sálvese quien sepa del periodista Hugo Lamónica. También entonces condujo Naturalmente en Radio El Mundo, El sonámbulo en Radio Continental y La Mesa que faltaba en Radio Buenos Aires.
Y en los años 2000 estuvo al frente de El nochero en Radio Del Plata y de De la noche a la mañana en Radio Mitre.

## Teatro
- Con el tango y la inflación, llegamos a la elección (1988), junto a Calígula, Enrique Dumas y Susana Romero.

## Vida privada y muerte
Estuvo casado con su mujer Cristina (fallecida en 2011) durante 46 años, con quien tuvo una hija de nombre Mariana y un hijo de nombre Edgardo Horacio.
En la madrugada del martes 25 de junio de 2019, falleció a la edad de 81 años. Se encontraba internado en un sanatorio debido al agravamiento de un enfisema pulmonar desde 2018.

## Galardones
En 2013 se le entregó el Premio "Medio Radial" por su programa radiofónico De La Noche A La Mañana.